# Diptychandra aurantiaca
Diptychandra aurantiaca är en ärtväxtart som beskrevs av Louis René Tulasne. Diptychandra aurantiaca ingår i släktet Diptychandra och familjen ärtväxter.

## Underarter
Arten delas in i följande underarter:
- D. a. aurantiaca
- D. a. epunctata